# Linhouse Viaduct
Der Linhouse Viaduct ist eine Eisenbahnbrücke in der schottischen Unitary Authority West Lothian. 1971 wurde das Bauwerk in die schottischen Denkmallisten in der höchsten Kategorie A aufgenommen.

## Beschreibung
Der Mauerwerksviadukt liegt rund zwei Kilometer südlich der Stadt Livingston. Er wurde im Jahre 1842 nach einem Entwurf von Joseph Locke für die Caledonian Railway erbaut. Er führte deren zweigleisige Hauptlinie über das Linhouse Water nach Edinburgh. Heute nutzen die Züge auf der West Coast Main Line den Viadukt. Der Linhouse Viaduct überspannt das Tal des Linhouse Water in sechs Bögen.